# Manuel Valerio (Schriftsteller)
Manuel Valerio (* 8. September 1918 in Moca; † 1978 in Santo Domingo) war ein dominikanischer Lyriker.
Die Lyrik Valerios war geprägt durch Erlebnisse wie die amerikanische Besatzung der Dominikanischen Republik in seiner Kindheit, die Ermordung seines Vaters unter dem Diktator Trujillo und Naturkatastrophen wie das Erdbeben 1946. Er gehörte der literarischen Bewegung um Octavio Guzmán Carretero und Aída Cartagena Portalatín an, aus der die Gruppe Poesía Sorprendita hervorging. Er veröffentlichte u. a. die Gedichtsammlung Coral de Sombras.

## Quelle
- Hoy Digital, 6. Juli 2019: La muerte en “Coral de Sombras” de Manuel Valerio

| Personendaten    | Personendaten           |
| ---------------- | ----------------------- |
| NAME             | Valerio, Manuel         |
| KURZBESCHREIBUNG | dominikanischer Lyriker |
| GEBURTSDATUM     | 8. September 1918       |
| GEBURTSORT       | Moca                    |
| STERBEDATUM      | 1978                    |
| STERBEORT        | Santo Domingo           |